# Bolivia en los Juegos Olímpicos
Bolivia en los Juegos Olímpicos está representado por el Comité Olímpico Boliviano, creado en 1932 y reconocido por el Comité Olímpico Internacional en 1936.
Ha participado en dieciséis ediciones de los Juegos Olímpicos de Verano, su primera presencia tuvo lugar en Berlín 1936. El país no ha obtenido ninguna medalla en las ediciones de verano.
En los Juegos Olímpicos de Invierno ha participado en siete ediciones, siendo Cortina d'Ampezzo 1956 su primera aparición en estos Juegos. El país no ha conseguido ninguna medalla en las ediciones de invierno.

## Medallero

### Por edición
| Evento              | Oro | Plata | Bronce | Total |
| ------------------- | --- | ----- | ------ | ----- |
| Berlín 1936         | 0   | 0     | 0      | 0     |
| 1948 – 1960         | –   | –     | –      | –     |
| Tokio 1964          | 0   | 0     | 0      | 0     |
| México 1968         | 0   | 0     | 0      | 0     |
| Múnich 1972         | 0   | 0     | 0      | 0     |
| Montreal 1976       | 0   | 0     | 0      | 0     |
| Moscú 1980          | –   | –     | –      | –     |
| Los Ángeles 1984    | 0   | 0     | 0      | 0     |
| Seúl 1988           | 0   | 0     | 0      | 0     |
| Barcelona 1992      | 0   | 0     | 0      | 0     |
| Atlanta 1996        | 0   | 0     | 0      | 0     |
| Sídney 2000         | 0   | 0     | 0      | 0     |
| Atenas 2004         | 0   | 0     | 0      | 0     |
| Pekín 2008          | 0   | 0     | 0      | 0     |
| Londres 2012        | 0   | 0     | 0      | 0     |
| Río de Janeiro 2016 | 0   | 0     | 0      | 0     |
| Tokio 2020          | 0   | 0     | 0      | 0     |
| París 2024          | 0   | 0     | 0      | 0     |
| TOTAL               | 0   | 0     | 0      | 0     |

| Evento                 | Oro | Plata | Bronce | Total |
| ---------------------- | --- | ----- | ------ | ----- |
| Cortina d'Ampezzo 1956 | 0   | 0     | 0      | 0     |
| 1960 – 1976            | –   | –     | –      | –     |
| Lake Placid 1980       | 0   | 0     | 0      | 0     |
| Sarajevo 1984          | 0   | 0     | 0      | 0     |
| Calgary 1988           | 0   | 0     | 0      | 0     |
| Albertville 1992       | 0   | 0     | 0      | 0     |
| 1994 – 2014            | –   | –     | –      | –     |
| Pyeongchang 2018       | 0   | 0     | 0      | 0     |
| Pekín 2022             | 0   | 0     | 0      | 0     |
| TOTAL                  | 0   | 0     | 0      | 0     |